# (139) Juewa
(139) Juewa és un asteroide del cinturó principal descobert el 10 d'octubre de 1874 des de Pequín per James Craig Watson (1838-1880).
L'astrònom nord-americà Watson estava de visita a la Xina per a observar el trànsit de Venus per davant del Sol del 9 de desembre de 1874. Durant la preparació de l'observació, Watson va descobrir l'asteroide que es va convertir en el primer asteroide descobert des de la Xina.
Watson va demanar als seus amfitrions que bategessin l'asteroide, i aquests el van anomenar 瑞華, que en pinyin modern seria transcrit com ruìhuá, però va ser escrit Juewa segons les convencions de l'època. El nom complet era 瑞華星, que significa: «estrella de la fortuna de la Xina».
Juewa és un asteroide molt gran i fosc. Es compon probablement de material carbonós primitiu.
Hi ha tres ocultacions estel·lars divulgades de Juewa.